# National Jazz and Blues Festival
Das National Jazz and Blues Festival war ein in den 1960er-Jahren stattfindendes Festival in Großbritannien für Jazz-, Blues- und Rockmusik. In den 1970er Jahren transformierte es in ein reines Rockfestival.

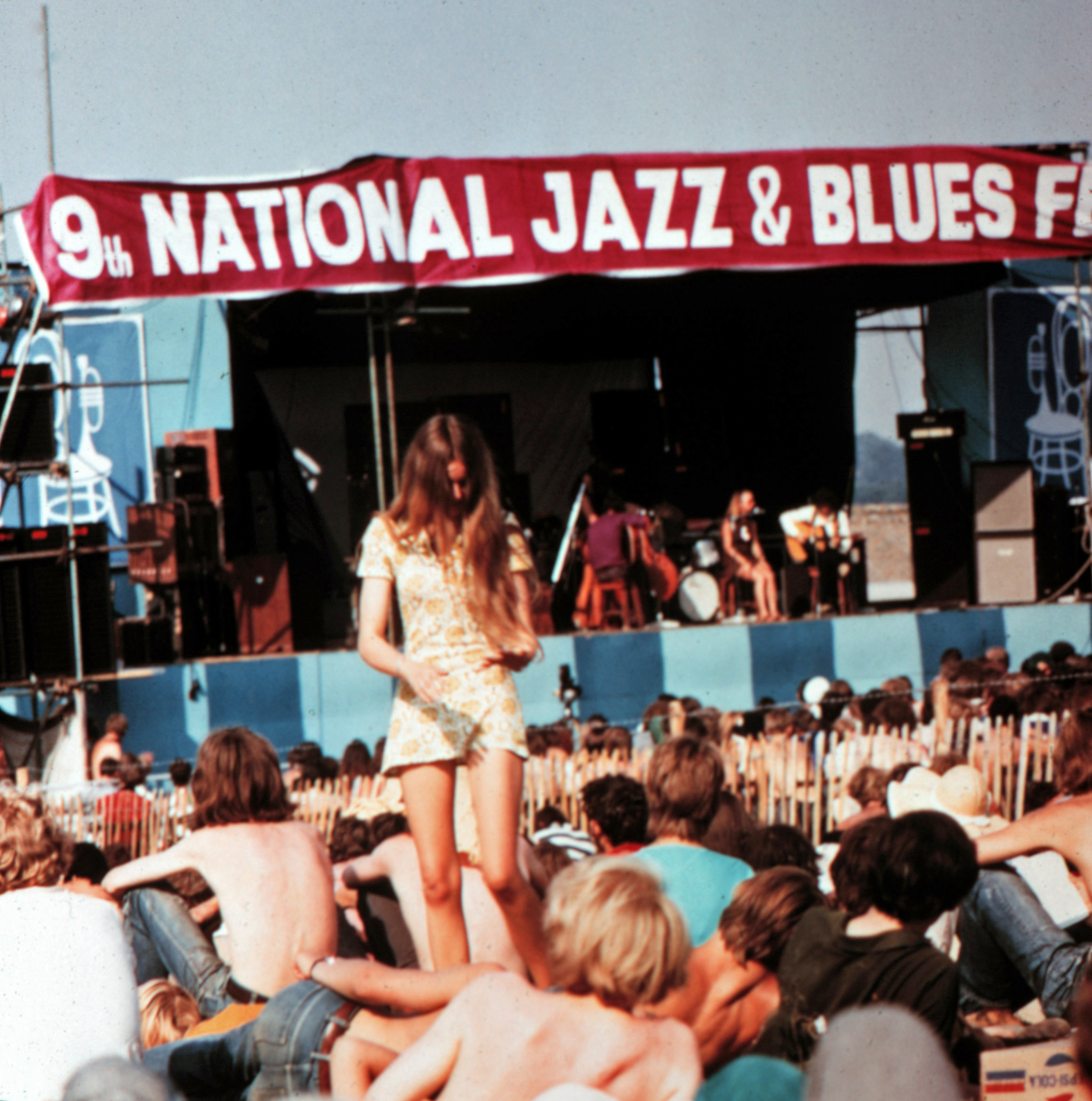
National Jazz and Blues Festival, Plumpton, Juli 1969

1961 wurde das Musikfestival vom Gründer des Londoner Marquee Club, Harold Pendleton als National Jazz Festival ins Leben gerufen, in Zusammenarbeit mit der National Federation of Jazz Organizations of Great Britain (der späteren National Jazz Federation, NJF), deren Sekretär Pendleton seit 1948 als Nachfolger von Chris Barber war. Ab 1963 hieß es National Jazz and Blues Festival und ab 1972 National Jazz Blues and Rock Festival. Das reflektierte den zunehmenden Anteil an Bluesrock sowie Beatmusik und Folk, der bereits in der zweiten Hälfte der 1960er Jahre übergewichtig wurde.

## Geschichte
Das erste Festival 1961 hatte eine Bühne, die der Einrichtung des ursprünglichen Marquee Club entsprach. Es traten Johnny Dankworth, Chris Barber, Dick Charlesworth and His City Gents und Tubby Hayes auf. Das Festival fand jeweils im Sommer (August) statt.
1963 traten die Rolling Stones zum ersten Mal auf und waren 1964 die Hauptattraktion des ersten Abends (das war gleichzeitig lange Zeit das letzte Mal, dass sie auf einem Festival auftraten, da sie danach dafür schon zu „groß“ waren). Daneben traten 1964 auf der Jazz-Seite Humphrey Lyttelton, Dick Morrissey, Ottilie Patterson, Ronnie Scott und Chris Barber auf. Weiterhin präsentierten sich in jenem Jahr The Yardbirds, Georgie Fame, Manfred Mann und Long John Baldry. In den folgenden Jahren spielten dort neben Keith Tippett, Jon Hendricks, Mike Westbrook, Louis Nelson, Ernestine Anderson oder Soft Machine auch Soulacts sowie Rockbands wie The Who, Cream, The Spencer Davis Group, Traffic, Small Faces, Jethro Tull, John Mayall, Jeff Beck, The Nice, Fleetwood Mac, Fairport Convention, Joe Cocker. Ende der 1960er bekam das Festival Konkurrenz von den großen Isle of Wight Festivals (ab 1968) und dem Rockfestival in Bath (ab 1969).
Der Ort des Festivals wechselte, unter anderem wegen Lärmbelästigungsklagen von Anwohnern, blieb aber in der Nähe Londons. Anfangs war es in Richmond upon Thames, 1966/67 in Windsor, 1968 in Sunbury-on-Thames (wo es zu einem Unfall mit vielen Verletzten kam, als ein Dach einstürzte, auf das sich viele Zuschauer begeben hatten, um besser sehen zu können), 1969/70 in Plumpton in East Sussex und ab 1971 in Reading.
Ab 1971 dominierte Rock und Hard Rock; es spielten aber noch 1973 Chris Barber, Embryo und Jon Hiseman. 1977 bis 1988 wurde aus dem Festival das Reading Rock Festival.